# Ozaena (aandoening)
Ozaena of stinkneus is een aandoening die ontstaat bij een atrofische rinitis (ICD-10 J31.0).

## Ontstaansmechanisme
Een atrofische rinitis is een aanhoudende (chronische) infectie van het slijmvlies van de neus, waarbij het slijmvlies dunner wordt (atrofieert) en verhardt. Hierdoor worden de neusholten wijder.
In de neus treden bloedingen op en er vormen zich korsten. Deze verspreiden een zeer onaangename geur. Een bacteriële infectie kan hierbij ook een rol spelen.
De zintuigcellen sterven af, waardoor de reukzin verloren gaat (anosmie). Hierdoor nemen de ozaenapatiënten zelf hun weerzinwekkende geur niet waar.

## Oorzaken
- Primaire ozaena
  - Wordt mogelijk erfelijk bepaald.
- Secundaire ozaena kan verschillende oorzaken hebben
  - Tumoren van de nasofarynx (neus-keelholte).
  - Afwijkingen van het neustussenschot.
  - Iatrogeen: langdurig gebruik van xylometazoline, bijvoorbeeld in de neussprays Otrivine en Nesivine.
  - Iatrogeen: empty nose syndrome veroorzaakt door overmatige chirurgische verwijdering van neusschelpweefsel.

## Behandeling
De behandeling heeft tot doel de korstvorming te verminderen en de onaangename geur weg te nemen.
- Antibiotica, zoals bacitracine dat in de neus wordt verneveld, doden de bacteriën.
- Oestrogeen en vitamine A en D, in de neus verneveld of oraal ingenomen, bevordert de slijmafscheiding.
- De neusdoorgangen kunnen operatief worden vernauwd. Hierdoor neemt de korstvorming af.